# Sant Sebastià d'Ollers
Sant Sebastià d'Ollers és una església del poble d'Ollers, al municipi de Vilademuls (Pla de l'Estany) protegida com a Bé Cultural d'Interès Local.

## Descripció
Edifici religiós format per una volta de canó apuntada, coberta amb una golfa i teulat a dues aigües i absis pla, sense sobresortir de la nau. Darrere l'absis se situa la sagristia.
L'element més destacat és el porxo d'accés a l'ermita, avui enrunat, situat a la façana principal de ponent, a ell s'hi accedia a través d'un arc de mig punt de pedra treballada, amb l'arrencada situada sobre uns basaments de pedra encastats al mur i elevats, estava també cobert a dues aigües, seguint la nau de l'església. L'accés es fa per una porta dovellada amb arc de punt rodó. El campanar d'espadanya, lleugerament desplaçat al sud. Actualment està envoltada per un camp i el bosc.

## Història
Com la major part de les ermites dedicades al sant, en ocasió de pestes i malures, aquesta fou erigida durant la primera meitat del segle xvii.